# DailyMed
DailyMed — сайт, созданный Национальной медицинской библиотекой Соединенных Штатов и предоставляющий доступ к инструкциям по применению лекарственных препаратов на английском языке. В январе 2020 г. содержалось более 100000 инструкций.

## Содержание
Инструкции, предоставленные фармацевтическими компаниями для FDA. Инструкции форматируются, но содержание не изменяется и не проверяется. Инструкции могут отличаться от находящихся в продаже и одобренных FDA. Непроверенные инструкции для лекарств помечены: «OTC monograph final» или «OTC monograph not final». Инструкции для лекарств, не одобренных FDA, помечены: «unapproved».

## Технические особенности
Документы публикуются в формате SPL (HL7) и доступны для поиска, просмотра и загрузки.